# Komutativni ugovor
Komutativni ugovor je takav ugovor kod kojeg je u momentu zaključenja ugovora za obe ugovorne strane poznata visina i uzajamni odnos prestacija, tako da svaka od njih tačno zna šta prima i šta po ugovoru daje. Dakle, u momentu zaključenja ugovora poznate su obaveze ugovornih strana. Većina obligacionih ugovora spada u ovu vrstu ugovora jer se još prilikom zaključenja ugovora svaka ugovorna strana obavezuje nešto da da ili učini drugoj strani. Tipičan primer ovog ugovora je ugovor o prodaji robe, gde postoje uzajamna davanja i činidbe na strani i prodavca i kupca.
Suprotnost komutativnom ugovoru jeste aleatorni ugovor (ugovor na sreću). Kod aleatornih ugovora, u momentu nastanka ugovora ugovornim stranama nisu poznate njihove obaveze ili se uopšte ne zna ko će biti poverilac a ko dužnik (npr. opklada). Na ove ugovore ne primenjuju se pravila o prekomernom oštećenju (laesio enormis).